# You Don't Know Me: The Songs of Cindy Walker
You Don't Know Me: The Songs of Cindy Walker es el quincuagesimooctavo álbum de estudio del músico estadounidense Willie Nelson publicado por la compañía discográfica Lost Highway Records el 16 de marzo de 2006. El álbum es un homenaje a la cantante de country Cindy Walker e incluyó trece canciones compuestas por ella. El sencillo "You Don't Know Me" fue acompañado de un videoclip. Tras su publicación, alcanzó el puesto 24 en la lista Top Country Albums y el 114 en la lista Billboard 200.

## Lista de canciones
1. "Bubbles in My Beer" – 2:51
2. "Not That I Care" – 2:57
3. "Take Me in Your Arms & Hold Me" – 3:22
4. "Don't Be Ashamed of Your Age" – 3:34
5. "You Don't Know Me" – 3:42
6. "Sugar Moon" – 2:28
7. "I Don't Care" – 2:56
8. "Cherokee Maiden" – 3:09
9. "The Warm Red Wine" – 2:51
10. "Miss Molly" – 2:34
11. "Dusty Skies" – 3:34
12. "It's All Your Fault" – 2:36
13. "I Was Just Walkin' Out the Door" – 2:54

## Posición en listas
| País           | Lista              | Posición |
| -------------- | ------------------ | -------- |
| Estados Unidos | Top Country Albums | 24       |
| Estados Unidos | Billboard 200      | 114      |